# Hogesnelheidslijn Schiphol - Antwerpen

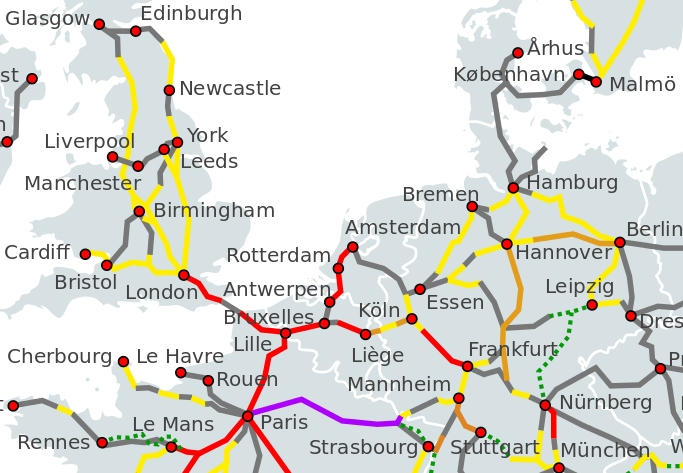
Omliggende Europese hogesnelheidsnetwerk.

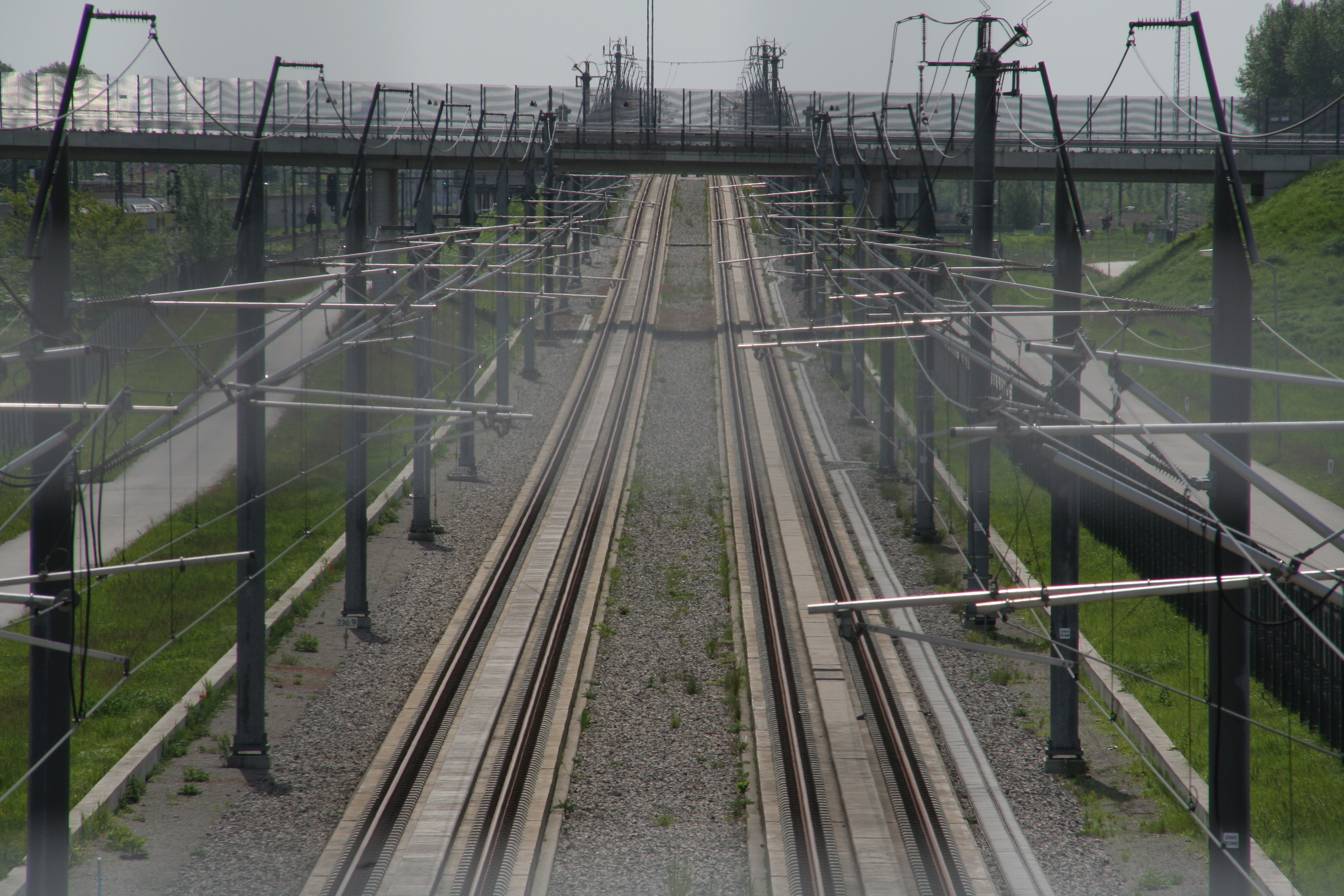
HSL-Zuid bij Lage Zwaluwe.

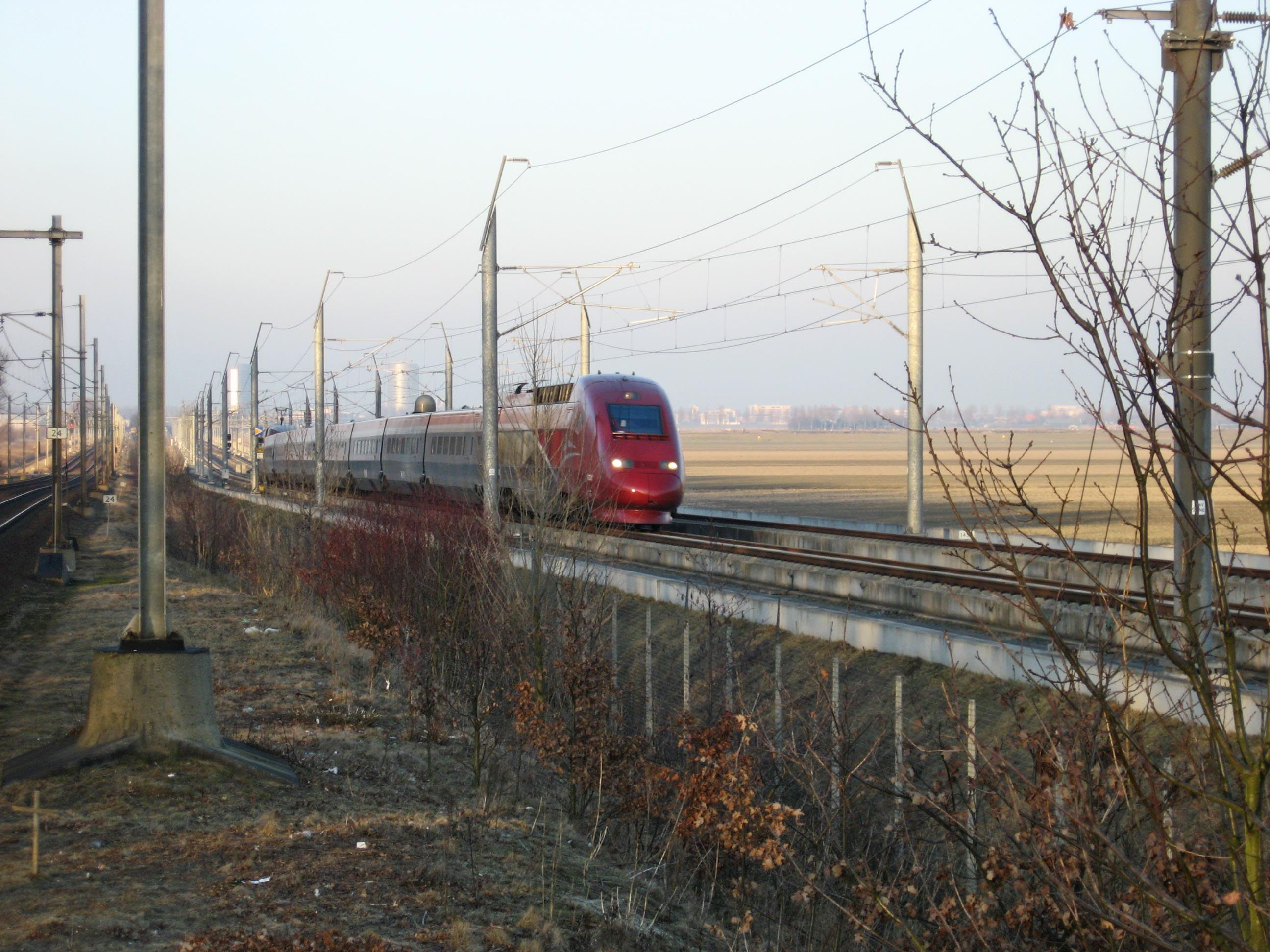
Thalys op de HSL bij Nieuw-Vennep.

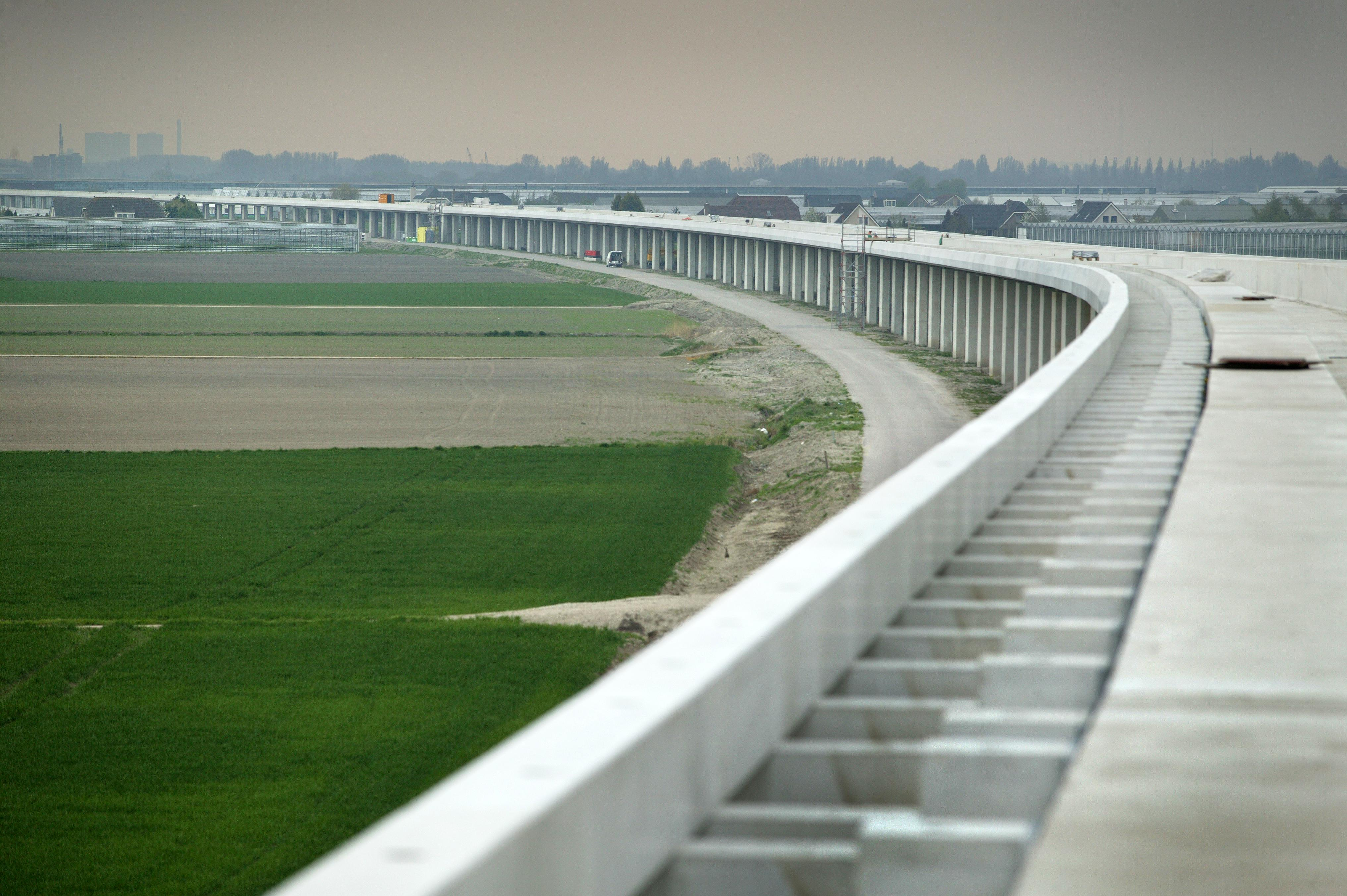
Doorgaand Spoorviaduct Bleiswijk.

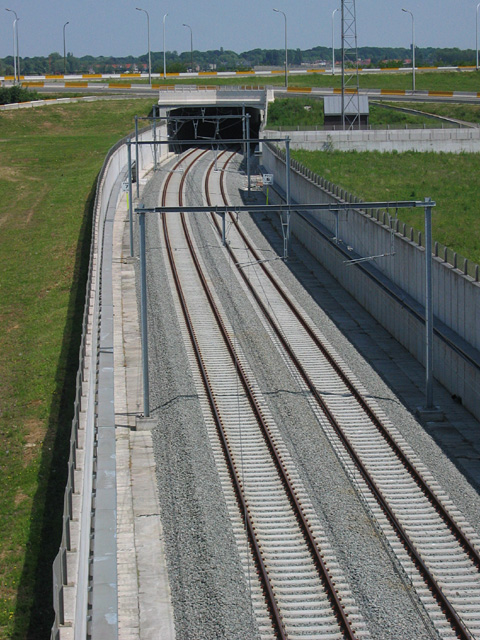
HSL 4 in aanleg ter hoogte van het verkeersknooppunt Antwerpen-Noord.

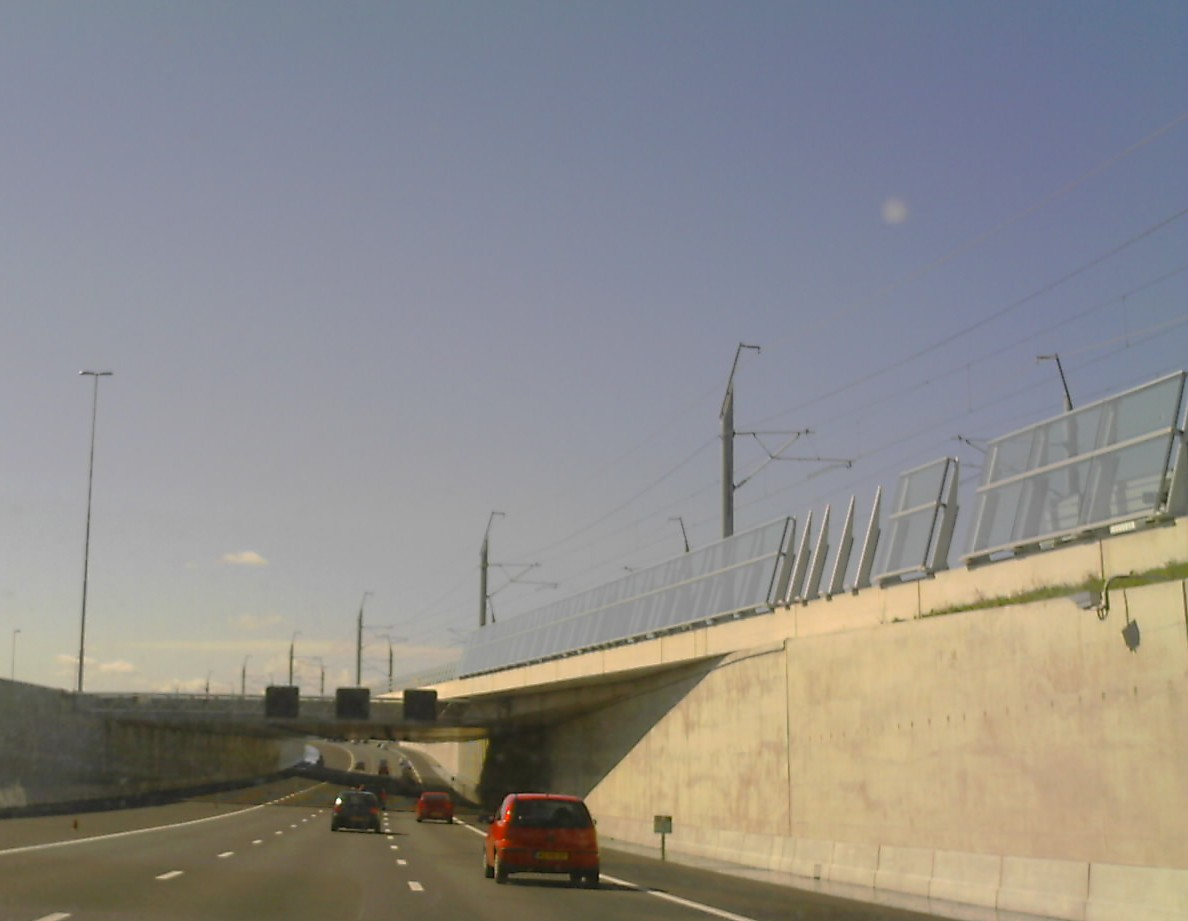
HSL-Zuid over de A4.

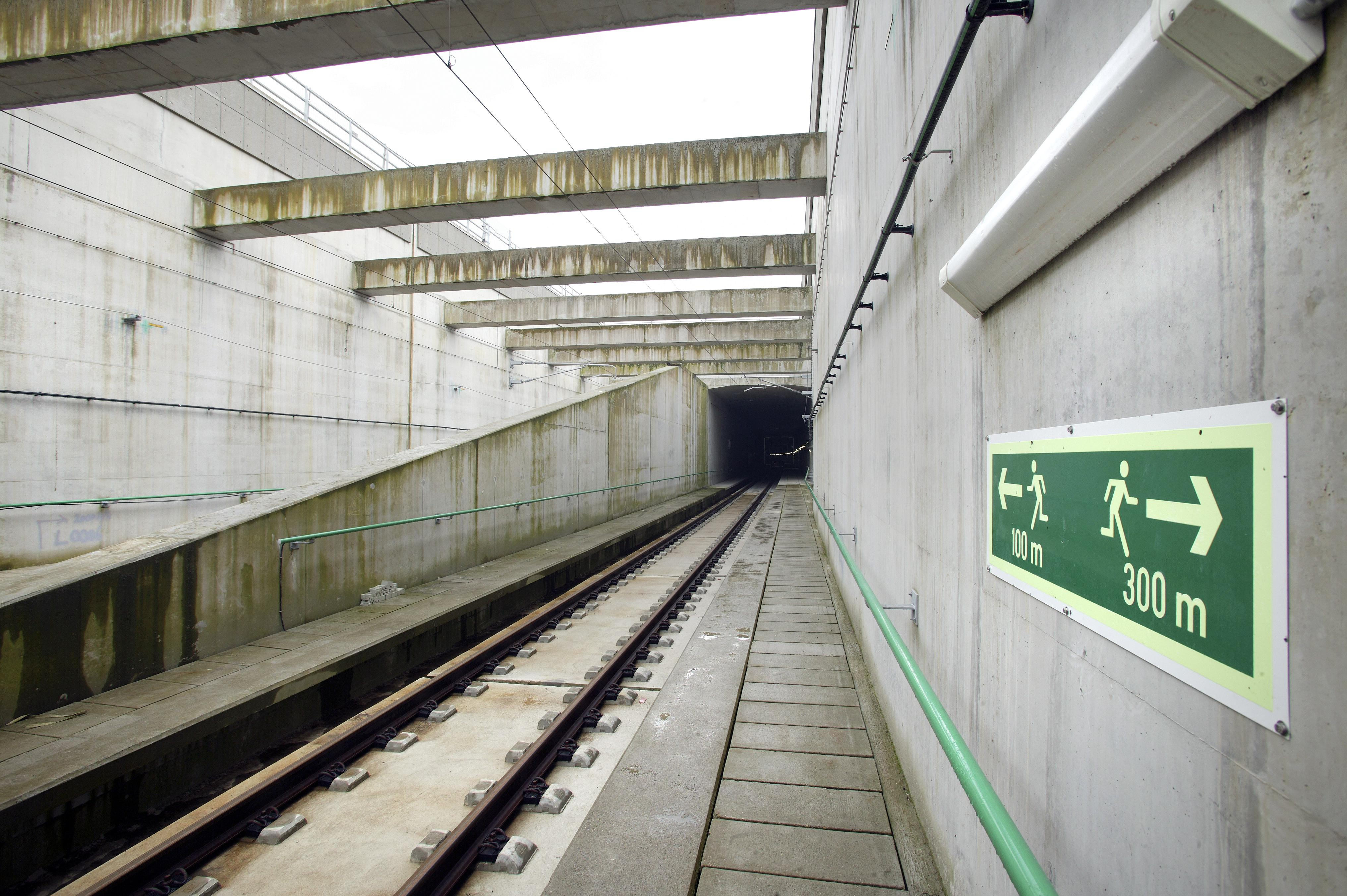
HSL door Tunnel Rotterdam Noordrand.

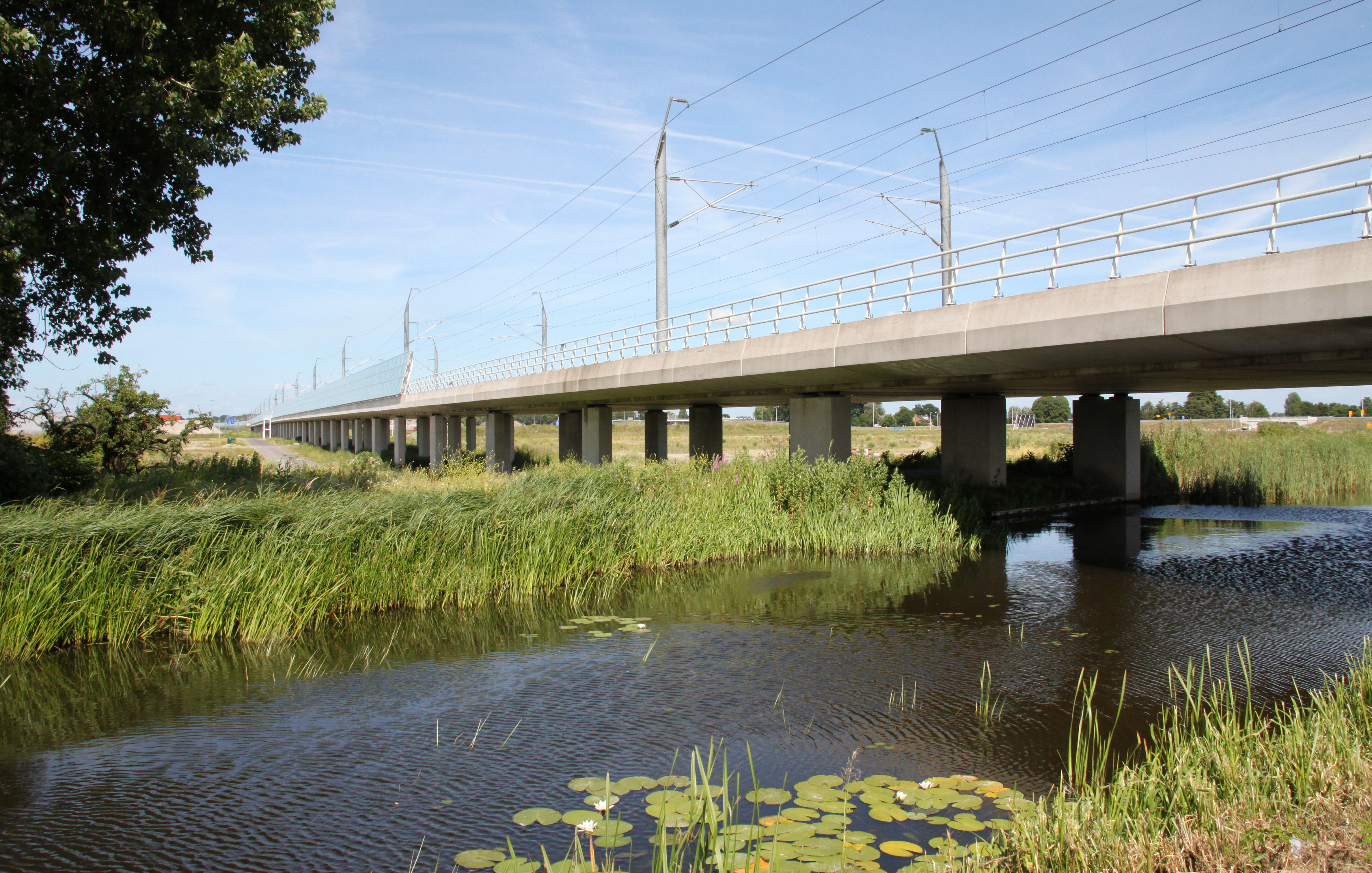
Infrastructuur van de HSL-Zuid in Zoetermeer.

De Hogesnelheidslijn Schiphol – Antwerpen, bestaande uit de HSL-Zuid in Nederland en de HSL 4 (of HSL-Noord, Spoorlijn 4) in België, is de voor hoge snelheden geschikte spoorlijn die Schiphol met Antwerpen verbindt via Rotterdam en station Noorderkempen, met een aftakking naar Breda.
De lijn is tussen 2000 en 2006 aangelegd en het eerste deel (tussen Antwerpen en Noorderkempen) werd op 15 juni 2009 geopend. Op 7 september 2009 startte de treindienst tussen Amsterdam en Rotterdam en op 13 december 2009 werd de gehele lijn in gebruik genomen, behalve de aftakking naar Breda, die op 3 april 2011 volgde.
De spoorlijn is onderdeel van de internationale verbinding Frankrijk – Amsterdam (gebruikt door Eurostar) en heeft een belangrijke rol voor binnenlands vervoer. De treinen maken tussen Amsterdam en Hoofddorp, tussen Rotterdam Centraal en Barendrecht en tussen Antwerpen-Berchem en Brussel-Zuid gebruik van bestaand spoor. In Antwerpen is tussen Antwerpen-Luchtbal en Berchem een nieuwe Noord-Zuidverbinding in dienst gesteld. Deze wordt gebruikt door de HSL-treinen, maar maakt geen deel uit van de HSL4.
Op de HSL-Zuid/HSL 4 wordt net als op de Betuweroute en de overige hogesnelheidslijnen in België en Frankrijk gebruikgemaakt van 25 kV wisselspanning op de bovenleiding, in tegenstelling tot de 1500 V gelijkspanning van het Nederlandse spoorwegnet of de 3000 V gelijkspanning van het Belgische spoorwegnet.

## Geschiedenis
Al in 1973 werd door het kabinet-Den Uyl gesproken over een HSL-spoorlijn in Nederland. Het duurde tot 1988 tot de NS drie HSL-projecten opstartte namelijk de HSL-Zuid, HSL-Oost, en HSL-Noord (Zuiderzeelijn).
De HSL was van oorsprong een project van de N.V. Nederlandse Spoorwegen. De HSL-Zuid maakte deel uit van het Rail 21-plan van de NS. Het eerste kabinet-Kok gaf echter geen goedkeuring aan dat plan, en de meeste andere projecten eruit zijn uitgesteld of geannuleerd.

## Tracé

### HSL 4: Antwerpen – Belgisch-Nederlandse grens
De eigenlijke HSL 4 begint vlak na station Antwerpen-Luchtbal en voert dan over een afstand van 35,2 km tot de Belgisch-Nederlandse grens. Met de aanleg van deze lijn werd begonnen in oktober 2000, zodat uiterlijk 2007 een hogesnelheidsverbinding van 300 km/h met Amsterdam geëxploiteerd zou kunnen worden. Vanaf Antwerpen volgt de hogesnelheidslijn het traject langs de A1-E19 Antwerpen – Breda, en loopt hij door de districten Merksem en Ekeren en de gemeenten Schoten, Brasschaat, Brecht, Wuustwezel en Hoogstraten. De NMBS had de HSL 4 liever naar Roosendaal laten lopen, maar de Nederlandse overheid wilde de lijn liever bundelen met de snelweg om extra landschapsdoorsnijding zo veel mogelijk te voorkomen en bij Breda een aftakking te kunnen maken. Daarom heeft de Nederlandse overheid voor 823 miljoen gulden (ongeveer € 370 miljoen) meebetaald aan het langere tracé in België langs de autosnelweg Antwerpen – Breda. Bij de aanleg is rekening gehouden met de rijke archeologische vondsten die reeds bekend waren op dit traject. Er werden dan ook verschillende nieuwe vindplaatsen gelokaliseerd, die in hoog tempo onderzocht zijn.
Het klassieke verkeer kan richting Kempen eveneens gebruik maken van deze lijn, maar dan met 160 km/h. In Brecht werd daarvoor het station Noorderkempen gebouwd, met aansluiting op de bussen van De Lijn. Op 15 juni 2009 is een IC-verbinding tussen Antwerpen-Centraal, Luchtbal en Noorderkempen in gebruik genomen. Met ingang van 2023 stopte echter alleen de Beneluxtrein op dit station.

### Belgisch-Nederlandse grens – Rotterdam
Langs de grensovergang Hazeldonk wordt de Belgisch-Nederlandse grens gepasseerd en begint de Nederlandse HSL-Zuid, die tot de Moerdijkbruggen eveneens de autosnelweg E19 (hier de A16) volgt. Breda is met aftakkingen in beide richtingen op deze HSL-Zuid aangesloten. Bij Moerdijk is voor de HSL een nieuwe brug over het Hollandsch Diep gebouwd, die overgaat in de Tunnel Dordtsche Kil. De HSL passeert op maaiveld de Hoeksche Waard en gaat met de Tunnel Oude Maas onder de Oude Maas door. Bij Barendrecht ligt de lijn gebundeld met de bestaande spoorlijn en de Betuweroute. Hier zijn in totaal negen sporen naast elkaar die, ter bescherming van de omgeving, in een overkapping gebouwd zijn. In Rotterdam-Zuid takt de lijn aan op de bestaande Willemspoortunnel om vervolgens over bestaande sporen Rotterdam Centraal aan te doen.
Op het gedeelte van de hogesnelheidslijn ten zuiden van Rotterdam Lombardijen wordt, zoals gebruikelijk is in België, links gereden, ook op het Nederlandse gedeelte. De hogesnelheidstreinen uit het zuiden kruisen bij de aansluiting op de bestaande spoorlijn via een fly-over de sporen in tegenrichting van beide lijnen, waarbij de trein overgaat van links naar rechts rijden. Ten noorden van Rotterdam Lombardijen wordt volgens Nederlands gebruik rechts gereden. De treinen naar Breda kruisen ten noorden van Breda Prinsenbeek opnieuw, zodat er in Breda weer rechts wordt gereden.

### Rotterdam – Schiphol – Amsterdam
Ten noorden van Rotterdam Centraal gaat de lijn weer verder over nieuwe sporen. De lijn gaat door de Tunnel Rotterdam Noordrand. Vervolgens loopt de lijn in een verdiepte ligging langs Bergschenhoek en over het spoorviaduct Bleiswijk langs Bleiswijk en Zoetermeer. Bij Benthuizen gaat het tracé over in de Groene Harttunnel, die bij Hoogmade weer boven komt. Vervolgens wordt de A4 gevolgd. Tussen Nieuw-Vennep en Hoofddorp sluit de HSL-Zuid aan op de Schiphollijn; van hier af rijden de hogesnelheidstreinen verder over bestaande sporen naar Schiphol en via de westtak naar Amsterdam Centraal.
De scherpste boog in het tracé ligt bij Rijpwetering. Hier is een boogstraal van 4.250 meter en rijden de treinen met aangepaste snelheid.
Voor het te kiezen tracé tussen Rotterdam en Schiphol was er een patstelling ontstaan tussen het Groene-Harttracé en de zogenaamde Bos-variant, bedacht door Willem Bos. De Bos-variant bestond uit bundeling van de HSL met de bestaande autosnelwegen A4 en A13. Het Ministerie van Verkeer en Waterstaat had het tracé door het Groene Hart ontwikkeld, maar het Ministerie van VROM had zich uitgesproken voor de Bos-variant. Uiteindelijk is het Groene-Harttracé uitgevoerd maar om de nadelen voor het milieu te beperken werd het tracé tussen Hazerswoude en Hoogmade als boortunnel uitgevoerd. Deze Groene Harttunnel ligt onder de weilanden en wordt ook wel gekscherend de 'Gekke-koeientunnel' genoemd. Tijdens de proeffase van de HSL was het niet mogelijk om op hoge snelheid door deze tunnel te rijden, omdat het er stoffig was door bouwafval, zodat het zicht beperkt was.

## Aanleg en onderhoud
De betonnen onderbouw en kunstwerken van de HSL-Zuid werden niet aangelegd in opdracht van ProRail maar van Rijkswaterstaat door verschillende consortia van bouwbedrijven. De betonplaten zijn bijna overal onderheid en worden dan ook zettingvrije platen genoemd.
De HSL-Zuid is de grootste publiek-private samenwerking (PPS) die de Nederlandse overheid ooit is aangegaan. Zo is het consortium Infraspeed, bestaande uit de koninklijke BAM Groep, Siemens en Fluor, gecontracteerd voor het ontwerp en aanleg van de bovenbouw: de rails, de bovenleiding, de geluidsschermen, de treinbeheersing en de communicatiesystemen. Het overgrote deel van de lijn is voorzien van ballastloos spoor, ook wel Rheda spoor genoemd. Na voltooiing van alle bouwwerkzaamheden is het spoorbeheer van de HSL overgegaan naar ProRail. Voor de uitvoering van het onderhoud van de HSL blijft Infraspeed tot en met het jaar 2030 verantwoordelijk. Siemens installeert de ETCS voor het Nederlandse gedeelte en Alstom voor België.
De spoorbrug over het Hollandsch Diep is in november 2020 voorzien van glazen windschermen. De schermen zijn nodig om de treinen tussen Rotterdam en Breda bij harde wind te kunnen laten rijden. De aanleg kost 40 miljoen euro.

## Seinbeveiliging en snelheid
Er wordt standaard ETCS Level 2 gereden. In Nederland kan in noodgevallen een baanvak op level 1 (160 km/h) geschakeld worden als er geen treinen op rijden, in België zijn beide levels actief en kan per trein gevarieerd worden onder welk ETCS-level (2 of 1, beide met 300 km/h) die rijdt. Daar is wel de regel ingevoerd dat level 1 enkel als terugvalmechanisme gebruikt mag worden.

### Reistijden en snelheden
De hogesnelheidslijn volgt een kortere route, heeft een maximale snelheid van 300 km/h en heeft minder stopplaatsen, hierdoor zijn de reistijden korter.
Onderstaande tabel toont de reistijden volgens de Reisplanner van NS, de gemiddelde snelheden en reistijdverschillen tussen het reguliere en het HSL-traject voor verschillende trajecten en treinen tussen Amsterdam - Antwerpen / Breda / Brussel Zuid.
| Verbinding               | Lengte regulier / HSL-traject (km) | Lengte regulier / HSL-traject (km) | Reguliere Intercity | Reguliere Intercity | Intercity direct | Intercity direct | Verschil | Eurostar | Eurostar | Verschil |
| ------------------------ | ---------------------------------- | ---------------------------------- | ------------------- | ------------------- | ---------------- | ---------------- | -------- | -------- | -------- | -------- |
| Amsterdam – Antwerpen    | 184                                | 164                                | 2:42                | 67 km/h             | -                | -                | -        | 1:12     | 137 km/h | 1:30     |
| Amsterdam – Breda        | 131                                | 115                                | 1:52                | 70 km/h             | 1:08             | 101 km/h         | 0:44     | -        | -        | -        |
| Amsterdam – Brussel Zuid | 233                                | 212                                | 3:26                | 68 km/h             | -                | -                | -        | 1:50     | 116 km/h | 1:36     |
| Amsterdam – Rotterdam    | 82                                 | 69                                 | 1:10                | 70 km/h             | 0:41             | 101 km/h         | 0:29     | 0:36     | 115 km/h | 0:34     |
| Schiphol – Antwerpen     | 167                                | 147                                | 2:02                | 82 km/h             | -                | -                | -        | 0:57     | 155 km/h | 1:05     |
| Schiphol – Rotterdam     | 68                                 | 52                                 | 0:53                | 78 km/h             | 0:27             | 116 km/h         | 0:26     | 0:21     | 149 km/h | 0:32     |
| Schiphol – Breda         | 117                                | 97                                 | 1:34                | 75 km/h             | 0:54             | 108 km/h         | 0:40     | -        | -        | -        |
| Rotterdam – Antwerpen    | 99                                 | 95                                 | 1:16                | 78 km/h             | -                | -                | -        | 0:32     | 178 km/h | 0:33     |
| Rotterdam – Breda        | 49                                 | 45                                 | 0:32                | 92 km/h             | 0:23             | 117 km/h         | 0:09     | -        | -        | -        |

### Scheurvorming en snelheidsbeperking
In 2022 bleken er scheuren te zitten in het viaduct Zuidweg bij het dorp Rijpwetering als gevolg van constructiefouten. Per 28 oktober 2022 kwam er een plaatselijke snelheidsbeperking van 40 km/h. Vanaf juli 2023 is hier een snelheidsbeperking van 80 km/h. Verwacht werd dat dit tot 2025 zou gaan duren. Op negen andere bruggen en viaducten werd de maximumsnelheid teruggebracht tot 160 km/h.  Spoorbeheerder ProRail rekent erop dat het herstel van de viaducten jaren zal gaan duren. 
In januari 2024 werden er in negen bruggen en viaducten ook scheuren geconstateerd, waardoor hier de maximumsnelheid werd teruggebracht van 160 tot 120 km/h. Uiteindelijk werd het aantal treinen per uur teruggebracht van vijf naar vier.
Op vijf viaducten wordt vanaf juli 2024 de maximumsnelheid verder verlaagd van 120 naar 80 kilometer per uur vanwege de scheurtjes in de constructie die in 2022 werden ontdekt. Door fouten in het ontwerp zijn deze viaducten te licht uitgevoerd, waardoor ze niet stabiel genoeg zijn om er nog met hogere snelheden overheen te rijden. De rijtijd wordt hierdoor langer en er kunnen minder treinen per uur passeren dan voorheen.

### Aanbesteding
Voor de exploitatie van het Nederlandse deel van de HSL gaf het ministerie van Verkeer en Waterstaat op aandringen van de Tweede Kamer NS de gelegenheid als eerste exclusief een bod te doen. Dat bod, getiteld 'Bestijg de trein nooit zonder uw valies met dromen, met daarin het Intercity Max-concept, werd gedaan in september 1999. Het omvatte echter veel meer dan was gevraagd: behalve alleen het gevraagde binnenlands vervoer werd ook een bod gedaan op het internationale vervoer. Daarnaast bevatte het doorgaande diensten op het bestaande net. Het bod werd door de minister afgewezen.
Vervolgens was er de openbare aanbesteding voor de HSL tot aan de grens, met aantakkingen naar Den Haag Centraal en Breda. De biedingen kwamen uit in mei 2001. De aanbesteding werd gewonnen door High Speed Alliance (HSA), een samenwerkingsverband van de NS en KLM.

## Exploitatie
| Serie         | Treinsoort                                       | Route | Bijzonderheden |
| ------------- | ------------------------------------------------ | --- | --- |
| 1100          | Intercity (NS)                                   | Den Haag Centraal – Den Haag HS – Delft – Rotterdam Centraal – Breda – Tilburg – Eindhoven Centraal | Via HSL. Stopt niet in Schiedam Centrum en Rotterdam Blaak. |
| 1800          | Intercity direct (NS)                            | Breda – Rotterdam Centraal – Schiphol Airport – Amsterdam Zuid – Duivendrecht – Hilversum – Amersfoort Centraal – Amersfoort Schothorst | Via HSL. Rijdt na circa 20:00, op zaterdagochtend tot 9:00 en op zondagochtend tot 9:30 niet tussen Breda en Rotterdam Centraal. |
| 11800         | Intercity direct (NS)                            | Rotterdam Centraal – Schiphol Airport – Amsterdam Zuid | Via HSL. Rijdt enkel eenmaal in de late avond van zondag t/m donderdag en alleen richting Amsterdam Zuid. |
| 2400          | Intercity direct (NS)                            | Lelystad Centrum – Almere Buiten – Almere Centrum – Amsterdam Zuid – Schiphol Airport – Rotterdam Centraal | Via HSL. Wordt na 20:00 uur en op zondag vervangen door Intercity direct 12400 die enkel tussen Amsterdam Zuid en Rotterdam Centraal rijdt. Vormt een halfuursdienst met Eurocity direct 9500. Rijdt tot 8:00 richting Lelystad twee maal per uur ter vervanging van de Eurocity direct 9500. |
| 12400         | Intercity direct (NS)                            | Amsterdam Zuid – Schiphol Airport – Rotterdam Centraal | Via HSL. Rijdt na 20:00 en op zondag. Rijdt vanaf 22:00 richting Rotterdam twee keer per uur ter vervanging van de Eurocity direct 9500. |
| Eurostar 9100 | Eurostar (Eurostar)                              | Amsterdam Centraal – Rotterdam Centraal – Brussel-Zuid – Lille-Europe – London St Pancras International | |
| 9200 IC 35    | EuroCity, Beneluxtrein (NMBS)                    | Rotterdam Centraal – Breda – Noorderkempen – Antwerpen-Centraal – Mechelen – Brussels Airport-Zaventem – Brussel-Noord – Brussel-Centraal – Brussel-Zuid | Via HSL Schiphol - Antwerpen. |
| Eurostar 9300 | Eurostar (Eurostar)                              | Amsterdam Centraal – Schiphol Airport – Rotterdam Centraal – Antwerpen-Centraal – Brussel-Zuid – Paris-Nord | Via HSL. Diverse ritten alleen tussen Amsterdam en Brussel. |
| 9500          | Eurocity Direct, Beneluxtrein (NS International) | Lelystad Centrum – Almere Buiten – Almere Centrum – Amsterdam Zuid – Schiphol Airport – Rotterdam Centraal – Antwerpen-Centraal – Brussel-Zuid | Via HSL. Tussen Schiphol en Rotterdam is bij een reis binnen Nederland een toeslag verschuldigd. Rijdt na 20:00 uur, zaterdagochtend vroeg en op zondag enkel tussen Amsterdam Zuid en Brussel-Zuid v.v.                                                                                      |
| Eurostar 9900 | Eurostar (Eurostar)                              | Amsterdam Centraal – Schiphol Airport – Rotterdam Centraal – Antwerpen-Centraal – Brussel-Zuid – [ Aéroport Charles-de-Gaulle 2 TGV – Marne-la-Vallée - Chessy ] / [ Chambéry-Challes-les-Eaux – Albertville – Moûtiers - Salins - Brides-les-Bains – Aime-La Plagne – Landry – Bourg-Saint-Maurice ] / [ Valence-Rhône-Alpes-Sud TGV – Avignon TGV – Aix-en-Provence TGV – Marseille Saint-Charles ] | Via HSL. Marne-la-Vallée - Chessy 2 keer per dag. Bourg-Saint-Maurice 1 keer per week in de winter. Marseille Saint-Charles 1 keer per week in de zomer. |
| P 7255/8265   | Piekuurtrein (NMBS)                              | Noorderkempen – Antwerpen-Centraal | Rijdt alleen op werkdagen. |

De concessie voor het hoofdrailnet 2015-2025 bepaalt dat NS met ingang van het dienstregelingjaar 2017 tussen Rotterdam Centraal en Antwerpen Centraal niet Dordrecht en Roosendaal maar in plaats daarvan Breda en Noorderkempen bedient, en daarbij dus rijdt via de HSL Zuid.
NS is alleen exploitant van het Nederlandse deel van de lijn. Voor de internationale verbindingen wordt samengewerkt met NMBS en SNCF. De samenwerking tussen NS, NMBS en SNCF wordt uitgevoerd door specifieke samenwerkingsverbanden met een gezamenlijk commercieel beleid en product, zoals de "Eurostar". In Europa zijn internationale treindiensten opengesteld voor concurrentie en in principe moet de hogesnelheidslijn opengesteld worden voor andere exploitanten. NS heeft alleen het monopolierecht op Nederlandse binnenlandse diensten. In de toekomst zullen echter ook concurrerende internationale treindiensten het recht krijgen om binnenlandse reizigers te vervoeren (cabotage recht).

## Geschiedenis
Voor de treinen naar Frankrijk wordt gebruikgemaakt van de Thalys; maar aangezien in die treinen pas in de loop van 2009 het beveiligingssysteem ETCS ingebouwd werd, is de Thalys tot december 2009 gebruik blijven maken van de oude route. Sinds 13 december 2009 rijdt de Thalys op de HSL. Sinds oktober 2023 zijn de Thalys-diensten hernoemd naar Eurostar.
Op 14 november 2007 werd bekendgemaakt dat er een studie gemaakt gaat worden naar verlenging van de Eurostar-treindienst Londen – Brussel naar Amsterdam, respectievelijk Keulen. Hiervoor zou dan gebruik worden gemaakt van de nieuwe hogesnelheidslijnen op deze routes. Eind 2009 meldde directeur Richard Brown van Eurostar dat zo'n uitbreiding in de pijplijn zit, maar dat er nieuwe treinen voor nodig zijn, omdat ETCS niet ingebouwd zou kunnen worden in de bestaande Eurostartreinen.
In september 2013 tekende Eurostar een principeakkoord voor twee treinen per dag tussen Londen en Amsterdam, dit in het kader van het NS-voorstel voor de toekomstige internationale treinverbindingen Nederland-België aan de Tweede Kamer.
Vanaf 4 april 2018 rijdt tweemaal per dag een rechtstreekse trein van Londen naar Amsterdam. Door het ontbreken van paspoortcontroles in Nederland stopt de terugkerende trein in Brussel-Zuid voor een langere tijd, waar de passagiers moeten uitstappen voor de controle. Vanaf 30 april 2020 zal er op Amsterdam een paspoortcontrole zijn, vanaf 18 mei ook op Rotterdam. Dit scheelt ongeveer een uur reistijd.

### Belgische binnenlandse dienst
Sinds 2009 rijdt de hierboven vermelde pendeldienst tussen Noorderkempen en Antwerpen. Deze dienst werd eerst gereden met een trein met een bijzondere compositie; een stuurstandrijtuig aan beide uiteinden en een locomotief in het midden. Nu wordt er gereden met MS08 treinmaterieel.

### Nederlandse binnenlandse dienst
Eind 2005 werd bekend dat AnsaldoBreda, het bedrijf waar de hogesnelheidstreinstellen zijn besteld, deze niet op tijd kan leveren voor de op dat moment geplande opening van de HSL-Zuid in december 2007. Dit heeft tot gevolg dat tot minimaal tweede helft van 2012 van Angel Trains gehuurde TRAXX locomotieven met standaard Intercityrijtuigen rijden als binnenlandse treinen. Vanwege technische beperkingen van het materieel, vooral van de getrokken rijtuigen, kunnen de treinen niet sneller dan 160 km/h rijden op het gehele traject. Deze Fyra-dienst is gestart op 7 september 2009 op het traject Amsterdam – Rotterdam, en is op 4 april 2011 doorgetrokken naar Breda. Intercity direct is sinds 15 december 2013 de naam van deze treindienst Amsterdam - Breda via de HSL-Zuid.
Toen de V250-treinstellen van AnsaldoBreda voor het eerst werden ingezet, in 2012, was dat als shuttletreinen tussen Amsterdam en Rotterdam, boven op de reguliere Fyra-dienstregeling.

### Fyra
De V250-treinstellen van AnsaldoBreda reden vanaf 9 december 2012 planmatig op het traject Amsterdam – Brussel. Op 18 januari 2013 werden ze echter vanwege diverse (vooral technische) problemen buiten dienst gesteld. Zij hebben hier slechts ruim een maand gereden.

### Oorspronkelijk geplande treindienst
De treindienst over de lijn Schiphol – Antwerpen zou er volgens de oorspronkelijke plannen als volgt uit komen te zien:
- THA  Amsterdam Centraal – Schiphol – Rotterdam Centraal – Antwerpen-Centraal – Brussel-Zuid – Paris Nord, 9 treinen per dag
- THA  Amsterdam Centraal – Schiphol – Rotterdam Centraal – Antwerpen-Centraal – Brussel-Zuid – Lille-Europe, 2 treinen per dag
- THA  Amsterdam Centraal – Schiphol – Rotterdam Centraal – Antwerpen-Centraal – Brussel-Zuid, 2 treinen per dag
- FYR  Amsterdam Centraal – Schiphol – Rotterdam Centraal – Breda, 32 treinen per dag, 2x per uur
- FYR  Amsterdam Centraal – Schiphol – Rotterdam Centraal, 32 treinen per dag, 2x per uur
- FYR  Breda – Antwerpen-Centraal, 8 treinen per dag, elke 2 uur

In plaats van de laatstgenoemde dienst was aanvankelijk de verbinding Den Haag Centraal – Den Haag HS – Rotterdam Centraal – Breda – Noorderkempen – Antwerpen-Centraal – Mechelen – Brussel-Centraal – Brussel-Zuid gepland. Deze dienst was het resultaat van politieke onderhandelingen tussen België en Nederland met als doel Den Haag in het hogesnelheidstreinennetwerk opgenomen te krijgen en een verbinding Breda – België te creëren. Het akkoord hiervoor was niet medeondertekend door de Belgische spoorwegen, die later weigerden het benodigde 20e V250-treinstel aan te schaffen om deze dienst mogelijk te maken. Dit omdat de exploitatie van deze dienst financieel verliesgevend zou zijn. Na nieuwe onderhandelingen tussen de Belgische en Nederlandse overheden werd de dienst ingekort tot Breda – Noorderkempen – Antwerpen. Een 20e V250-treinstel was door deze kortere route niet noodzakelijk. De kosten voor een ticket voor de Fyra Breda – Noorderkempen – Antwerpen zou gelijk zijn aan de prijs voor een regulier treinticket Breda – Antwerpen (via Roosendaal).
De concessie bood de mogelijkheid de treinen te laten starten op station Amsterdam Zuid in plaats van station Amsterdam Centraal. Hiervoor is de huidige infrastructuur echter ongeschikt.

## ICNG
NS had het plan om in 2021 met hogere snelheid treindiensten via de HSL-Zuid aan te bieden, met minimaal 200 km/h. De binnenlandse Intercity direct zou dan met nieuw materieel gaan rijden, de zogenaamde Intercity Nieuwe Generatie. Ook voor de Beneluxtrein zijn 20 nieuwe treinstellen besteld. Uiteindelijk werden de eerste treinstellen type ICNG in 2023 voor het eerst ingezet in de reizigersdienst tussen Amsterdam, Rotterdam en Breda.

## Tarieven
Op de lijn Amsterdam – Breda gelden de vervoerbewijzen van de NS, met op het traject Schiphol – Rotterdam een Intercity direct-toeslag met korting in de daluren. Deze toeslag is niet van toepassing op internationale biljetten.
Op het traject Noorderkempen - Antwerpen-Centraal gelden de normale tarieven.
De Eurostar heeft afzonderlijke tarieven.
De Concessie voor het hoofdrailnet 2015-2025 bepaalt dat NS voor de met ingang van het dienstregelingjaar 2017 functionerende treindiensten via de HSL Zuid op internationale trajecten van de verbinding Amsterdam – Brussel (zie ook boven) de tariefstructuur voor Non-integrated Reservation Tickets hanteert.

## Reizigersaantallen
Sinds de commerciële reizigersdienst over de HSL-Zuid neemt het aantal reizigers over de lijn gestaag toe.
Reizigersaantallen per kwartaal (x1000)
| Jaar | Kwartaal | Fyra & IC-direct | Thalys | Totaal | Totaal |
| ---- | -------- | ---------------- | ------ | ------ | ------ |
| 2010 | I        | 92               | 323    | 415    | 2254   |
| 2010 | II       | 149              | 437    | 586    | 2254   |
| 2010 | III      | 152              | 464    | 616    | 2254   |
| 2010 | IV       | 215              | 422    | 637    | 2254   |
| 2011 | I        | 553              | 393    | 946    | 4459   |
| 2011 | II       | 688              | 512    | 1200   | 4459   |
| 2011 | III      | 642              | 503    | 1145   | 4459   |
| 2011 | IV       | 725              | 443    | 1168   | 4459   |
| 2012 | I        | 868              | 415    | 1283   | 4984   |
| 2012 | II       | 670              | 526    | 1196   | 4984   |
| 2012 | III      | 737              | 508    | 1245   | 4984   |
| 2012 | IV       | 813              | 447    | 1260   | 4984   |
| 2013 | I        | 674              | 467    | 1141   | 5049   |
| 2013 | II       | 753              | 560    | 1313   | 5049   |
| 2013 | III      | 692              | 558    | 1250   | 5049   |
| 2013 | IV       | 809              | 536    | 1345   | 5049   |
| 2014 | I        | 824              | 496    | 1320   | 5544   |
| 2014 | II       | 818              | 611    | 1429   | 5544   |
| 2014 | III      | 823              | 620    | 1443   | 5544   |
| 2014 | IV       | 793              | 559    | 1352   | 5544   |
| 2015 | I        | 989              | 527    | 1516   | 6517   |
| 2015 | II       | 990              | 670    | 1660   | 6517   |
| 2015 | III      | 986              | 663    | 1649   | 6517   |
| 2015 | IV       | 1129             | 563    | 1692   | 6517   |
| 2016 | I        | 1141             | 516    | 1657   |        |
| 2016 | II       | 1192             | 693    | 1885   |        |

## Gebruiksvergoeding
De gebruiksvergoeding voor de HSL-Zuid strekt tot dekking van de exploitatiekosten en tot dekking van een deel van de kosten van aanleg. Deze extra gebruiksvergoeding wordt de HSL-heffing genoemd. Dit wordt geregeld in het Besluit HSL-heffing 2015. Het betreft de in Nederland gelegen lijnen met de bijbehorende hoofdspoorweginfrastructuur van de hogesnelheidsspoorverbinding Amsterdam – Brussel – Parijs, die speciaal zijn toegerust voor snelheden van ten minste 250 km per uur. Dit zijn de in 2009 voor gebruik gereed gekomen hogesnelheidslijnen gelegen tussen Hoofddorp en Rotterdam West en tussen Barendrecht en de Belgische grens (hogesnelheidsnet). De totale gebruiksvergoeding (reguliere gebruiksvergoeding plus HSL-heffing) bedraagt € 62,2 miljoen in 2015. Het bedrag wordt naar rato van verbruik verdeeld over de vervoerders. De onderverdeling van de totale gebruiksvergoeding in reguliere gebruiksvergoeding en HSL-heffing is niet van materieel belang voor de vervoerders, omdat rechtstreeks de totale gebruiksvergoeding per vervoerder wordt bepaald. Formeel is NS de enige vervoerder (namelijk ook optredend voor Eurostar), dus wat betreft de inning door de overheid is er feitelijk geen verdeling over vervoerders. NS verrekent met Eurostar het Eurostardeel.
Er is geen gebruiksvergoeding verschuldigd (met als gevolg een lager jaartotaal) voor treinpaden die de vervoerder vanwege ongeplande buitendienststellingen door Prorail niet kan gebruiken. Hetzelfde geldt voor paden die de vervoerder slechts met een vertraging van meer dan tien minuten heeft kunnen gebruiken, indien de vertraging te wijten is aan door Prorail ingestelde snelheidsbeperkingen in verband met de infrastructurele defecten aan het hogesnelheidsnet.
Het jaarbedrag is inclusief de gebruiksvergoeding voor de aansluitingen naar Amsterdam Centraal en Breda.

## Vertragingen bij oplevering
Ingebruikname van de spoorlijn is enkele malen uitgesteld, buiten de problemen met het materieel om. De oplopende vertraging van de ingebruikname van de HSL-Zuid heeft tot verdere kostenverhogingen geleid in het al miljarden kostende project. De exploitant High Speed Alliance (HSA) ontving een schadevergoeding van € 37,5 miljoen voor gederfde inkomsten door de verschuiving van de openingsdatum naar oktober 2008, en nog eens € 14 miljoen voor een verdere verschuiving naar 1 juli 2009. Tussen 8 september 2008 en begin 2009 werd proef gereden tussen Schiphol en Rotterdam.
Het tijdelijk bedrijf (met getrokken materieel en een maximumsnelheid van 160 km/h) is begonnen op 7 september 2009. Wegens voortdurende problemen met het beveiligingssysteem ETCS was het tijdstip van levering en ingebruikneming van de bij AnsaldoBreda bestelde treinstellen van het type V250 nog steeds onduidelijk, doordat leverdata steeds weer opnieuw worden uitgesteld. Het contract tussen exploitant HSA en AnsaldoBreda werd door PvdA-Kamerlid Diederik Samsom als "bizar" betiteld. Minister Eurlings laat intussen in de eerste helft van 2009 een onderzoek uitvoeren naar een terugvaloptie: ander materieel of andere bewezen-techniekbeveiliging.
Op woensdagavond 30 september 2009 werd bekend dat de dienstregeling op de HSL was stilgelegd in opdracht van ProRail, omdat de hoge bovenleidingspanning in combinatie met de locomotieven zou kunnen zorgen voor zwerfstromen die seinen en wissels op het traject bij Hoofddorp zouden kunnen beïnvloeden. Hoewel er geen ongelukken zijn gebeurd, ontving ProRail hierover wel waarschuwingen en besloot men om de dienstregeling op te schorten totdat een oplossing getest en geïmplementeerd was. Dit duurde tot woensdag 7 oktober 2009, toen de dienst weer werd hervat.
Op zondagmorgen 13 december 2009 begon de Thalys te rijden over de HSL-Zuid en de Belgische HSL 4. De Thalys rijdt nu tussen Schiphol en Rotterdam Centraal en op het traject tussen Rotterdam Centraal en Antwerpen-Centraal met de maximale snelheid van 300 km/h. Niet veel later doken echter nieuwe problemen op aan de grensovergang bij Meer. Als twee treinen elkaar daar kruisen valt de trein richting Nederland stil, dit ten gevolge een fout in het beveiligingssysteem. Aan Belgische kant is dit door een ander bedrijf geleverd dan aan Nederlandse kant (Siemens) en de overgang daartussen leverde technische problemen op. Inmiddels lijken deze onder controle.
Sinds 29 juli 2012 zijn (ook) enkele V250-treinen gebruikt voor de reizigersdienst. Sinds 9 december 2012 zijn de V250-treinstellen planmatig ingezet in de dienst Amsterdam – Brussel (v.v.). Wegens technische problemen werden ritten met de Fyra op 18 januari 2013 opgeschort, de Belgische Dienst veiligheid en interoperabiliteit spoor (DVIS) verbood vanaf dan ook ritten met de V250-stellen over de HSL Schiphol-Antwerpen. Op 31 mei 2013 maakte de NMBS bekend dat ze haar samenwerking met AnsaldoBreda, de producent van de Fyra stopzette en geen toekomst meer zag in de Fyra.
De NS is de NMBS daarin gevolgd.